# Alekseý Şakïn
Alekseý Yuryevïç Şakïn (in kazako Алексей Юрьевич Шакин?; 6 agosto 1984) è un calciatore kazako, centrocampista dell'Altaı.

## Palmarès

### Club

#### Competizioni nazionali
- Coppa del Kazakistan: 1

Atyraý: 2009
- Birinşi Lïga: 1

Jetisý: 2017

### Individuale
- Capocannoniere della Birinşi Lïga: 1

2016 (14 reti)